# Novo Cruzeiro
Novo Cruzeiro este un oraș în Minas Gerais (MG), Brazilia.